# Morcín
Morcín é um concelho (município) da Espanha na província e Principado das Astúrias. Tem 50,05 km² de área e em 2019 tinha 2 594 habitantes (densidade: 51,8 hab./km²).
Tem sete freguesias (ou parroquias em castelhano), que englobam 65 núcleos populacionais, dos quais 53 têm uma população inferior a 100 habitantes; os restantes 12 têm uma população que não ultrapassa os 1000 habitantes cada.
Os seus habitantes são conhecidos como morciniegos.

## Freguesias
- Argame
- La Foz
- Peñerúes
- La Piñera
- San Esteban
- San Sebastián
- Santolaya

## Demografia

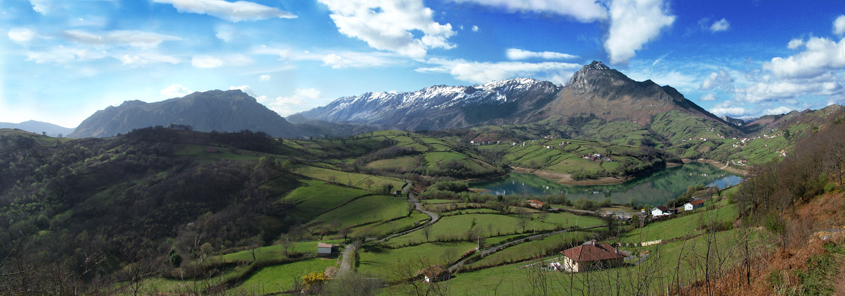
Panorâmica da barragem dos Alfilorios, com a serra do Aramo, o Monsacro e o Picu Peñerudes ao fundo

| Variação demográfica do município entre 1981 e 2006 | Variação demográfica do município entre 1981 e 2006 | Variação demográfica do município entre 1981 e 2006 | Variação demográfica do município entre 1981 e 2006 |
| --------------------------------------------------- | --------------------------------------------------- | --------------------------------------------------- | --------------------------------------------------- |
| 1981                                                | 1991                                                | 2001                                                | 2006                                                |
| 3526                                                | 3074                                                | 3068                                                | 3005                                                |